# حمید بابایی
«کنایه وزیرخارجه بلژیک به روحانی دربارهٔ وضعیت حمید بابایی، دانشجوی زندانی - تقاطع | Taghato». تقاطع | Taghato. ۱۳۹۴-۰۸-۲۱. دریافت‌شده در 2018-03-26. تاریخ وارد شده در |archive-date= را بررسی کنید (کمک)
حمید بابایی، (زاده ۱۳۶۲، تکاب)، استاد اقتصاد مالی در مدرسه بازرگانی IESEG در فرانسه است. وی مقطع کارشناسی رشته ریاضی محض را در دانشگاه صنعتی شریف در سال ۱۳۸۵ به پایان رسانید. حمید بابایی همچنین دانش‌آموخته ممتاز مقطع کارشناسی ارشد مهندسی صنایع از دانشگاه علم و صنعت ایران است. وی فارغ‌التحصیل مقطع دکتری در رشته اقتصاد مالی در دانشگاه لیئژ بلژیک است.  دولت بلژیک در دسامبر ۲۰۱۴ به حمید بابایی شهروندی افتخاری اعطا کرد.

## بازداشت و زندان
حمید بابایی دانشجوی بورسیه دانشگاه لیژ که روز ۵ مرداد ۱۳۹۲ به همراه همسر خود برای دیدار خانواده وارد تهران شده بود، اندکی پس از ورود به ایران در ۲۲ مرداد به وزارت اطلاعات احضار شد و مورد بازجویی قرار گرفت و به سلول انفرادی منتقل شد. حمید بابایی پس از انتقال به سلول انفرادی که ۲۰ روز آن را در بند ۲۴۰ و بقیه دوره انفرادی را در بند ۲۰۹ می‌گذراند، روز ۲۷ شهریور به بند ۳۵۰ زندان اوین منتقل می‌شود.
روز ۳۰ آذر ۱۳۹۲ بابایی در شعبه ۱۵ دادگاه انقلاب به ریاست قاضی صلواتی، با اتهام همکاری با دُوَل متخاصم به ۱۰ سال حبس (۶ سال تعزیری و ۴ سال تعلیقی) محکوم می‌شود. به گزارش منابع حقوق بشری، بابایی در این دادگاه که تنها ده دقیقه طول کشید، از داشتن وکیل محروم بوده و وکیل تسخیری او نیز در مدت دادگاه سکوت کرده و به خود متهم نیز فرصت دفاع داده نشده‌ است.
یلدا پارساجو  همسر حمید بابایی نیز دو بار به وزارت اطلاعات واقع در پل سیدخندان، خیابان ابوذر غفاری، احضار شده و بلافاصله در پی آن برای وی نیز پرونده ای قضایی تشکیل می‌شود. همسر حمید بابایی به اتهام تبلیغ علیه نظام به ۶ ماه حبس تعلیقی و ممنوعیت از خروج از کشور محکوم می‌شود.
حمید بابایی، پژوهشگر دانشگاه لیژ بلژیک و زندانی سیاسی در ایران، بعد از پایان دوره شش‌ساله محکومیتش از زندان اوین آزاد شد.

## فعالیت‌ها برای آزادی بابایی در اروپا
بسیاری از دوستان و همکلاسی‌هایی بابایی در گردهمایی‌هایی به ویژه در بلژیک برای ایجاد آگاهی دربارهٔ شرایط او شرکت کردند. ونسان لورکن، وکیل حمید بابایی در بلژیک در ۸ مه ۲۰۱۴ در جریان یک گردهمایی در برابر پارلمان اروپا گفت حاضر است برای آزادی بابایی به ایران سفر کند. این گردهمایی در بروکسل و علیه نقص حقوق بشر در ایران برگزار شده بود.

## پی‌گیری‌های وزارت خارجه بلژیک
در سفر وزیر خارجه بلژیک به ایران در نوامبر ۲۰۱۵ حسن روحانی رئیس‌جمهور ایران از وی می‌خواهد تا برنامه مبادله دانشجو بین دو کشور برقرار شود. وزیر امور خارجه بلژیک با اشاره به بازداشت غیرقانونی حمید بابایی با پیشنهاد حسن روحانی مخالفت می‌کند.

## شکایت گروهی از ابراهیم رئیسی
در شهریور ۱۴۰۱ حمید بابایی، کایلی مور گیلبرت، و مهدی حاجتی در یک دادخواست ۳ نفره از ابراهیم رئیسی به دلیل نقش او به عنوان رئیس قوه قضائیه در به زندان افتادن و شکنجه آنها به دادگاه ناحیه‌ای ایالات متحده آمریکا برای ناحیه جنوبی نیویورک شکایت کردند. این شکایت بر پایه قانون قربانیان شکنجه تنظیم شد.